# Onoba galaica
Onoba galaica is een slakkensoort uit de familie van de Rissoidae. De wetenschappelijke naam van de soort is voor het eerst geldig gepubliceerd in 2008 door Rolán.